# HD 42784
HD 42784，又名BD+18 1129，SAO 95397、HR 2207，是一颗恒星，视星等为6.58，位于銀經192.07，銀緯0.42，其B1900.0坐标为赤經6h 7m 40.7s，赤緯+18° 0.42′ 24″。